# Полезный еврей
«Полезный еврей» — термин, использовавшийся в разных исторических контекстах и обычно обозначающий еврея, поддерживающего официальную политику государства, часто направленную против других евреев.

## Примеры употребления
- В 1744 году прусский король Фридрих II ввёл систему сокращения еврейского населения до небольшого числа зажиточных семей, которые объявлялись «защищёнными». Первенцы таких семей наследовали привилегии, а остальные дети считались властями «бесполезными» и могли «либо воздержаться от брака, либо покинуть страну»[1].
- В Российской империи только «полезные евреи» могли жить за чертой оседлости. «Полезные евреи» включали в себя купцов первой гильдии, лиц с высшим образованием, средний медицинский персонал, цеховых ремесленников и отставных нижних чинов, поступивших на службу по рекрутскому набору[2].
- В Европе, оккупированной нацистами, евреи, занятые в военной индустрии, и члены «еврейских советов» считались «полезными» (нем. Wertvolle Juden), а их уничтожение было временно отложено.
- Еврейских членов Антисионистского комитета советской общественности также называли «полезными», или «карманными» евреями[3][4][5].
- В Израиле и среди его сторонников по отношению к евреям — антисионистам и постсионистам, выступающим против еврейского государства, наряду с выражением «полезные евреи», также часто применяется термин «полезные идиоты»[6][7] .